# Сурб Карапет
Сурб Карапет (Монастырь святого Карапета, Монастырь святого Иоанна Предтечи, арм. Մշո Սուրբ Կարապետ վանք, Глакский монастырь, Глакаванк, арм. Գլակավանք) — исторический монастырь Армянской апостольской церкви в Западной Армении, на территории Турции, северо-западнее Муша, в стороне от правого берега реки Мурат, известный в армянском фольклоре под названием «Мшо султан сурб Карапет» (мушский владыка святой Карапет). Монастырь был посвящён святому покровителю армян Карапету (после принятия армянами христианства традиционно отождествляемому с Иоанном Крестителем). Существовал с IV по XIX век. Являлся общеармянским местом паломничества. К нему перешли сакральные функции соседнего языческого храма в городе Аштишат, где поклонялись языческой троице — богу Ваагну и богиням Анаит и Астхик. На храмовый праздник в день Вардавара сюда стекались паломники не только из соседних областей, но и из отдалённых мест.
Основан в гаваре Тарон (Туруберан, западнее озера Ван) Великой Армении в IV веке. Настоятелями монастыря были Зеноб Глак (по его имени монастырь назывался Глакским или Глакаванк) и Иоанн Мамиконян. Им приписывается авторство «Истории Тарона» — одного из самых спорных памятников армянской средневековой литературы.
Армянская апостольская церковь почитает как основателей монастыря преподобных Антона и Кронида, сподвижников Григория Просветителя. Антон и Кронид были кесарийскими греками. Согласно «Истории Тарона» по приказу Григория Просветителя был разрушен медный идол Гисане. На его месте была построена церковь Святого Карапета, в которой обосновались эти два монаха. Умерли в 355 году, после сорока лет отшельничества. Их память отмечается в пятый понедельник после Воздвижения.
Согласно «Истории Тарона» в 584 году в монастырь прибыли семь отшельников: Поликарп, Фенай, Симеон, Иоанн, Епифаний, Димар и Нарцисс. Постники питались травами, поэтому их называют травоеды. Когда на Тарон напали войска правителя государства Сасанидов Хосрова II Парвиз, монахи покинули обитель, а травоеды отказались это сделать и были убиты персами в 604 году при нападении на монастырь. Их память отмечается Армянской апостольской церковью в пятый понедельник после Воздвижения.
Монастырь стал фамильным монастырём Мамиконянов, которые владели двумя большими областями — Тарон и Тайк.
В 1862 году настоятелем стал Мкртич I, впоследствии католикос всех армян. Здесь он основал семинарию и газету «Арцвик Тароно» (с арм. — «Орёл Тарона»). Редактором газеты, а затем настоятелем монастыря был Гарегин Срвандзтянц (1840—1892).
С началом геноцида армян в 1915 году армяне в Сурб Карапет и других местах прибегли к стихийной самообороне, но потерпели неудачу из-за численного превосходства турецкой армии и малого количества боеприпасов. Монастырь был снесён. На месте монастыря возникло курдское село Юкарыйонгалы (Ченгили, Çengilli), в иле Муш.

## Галерея

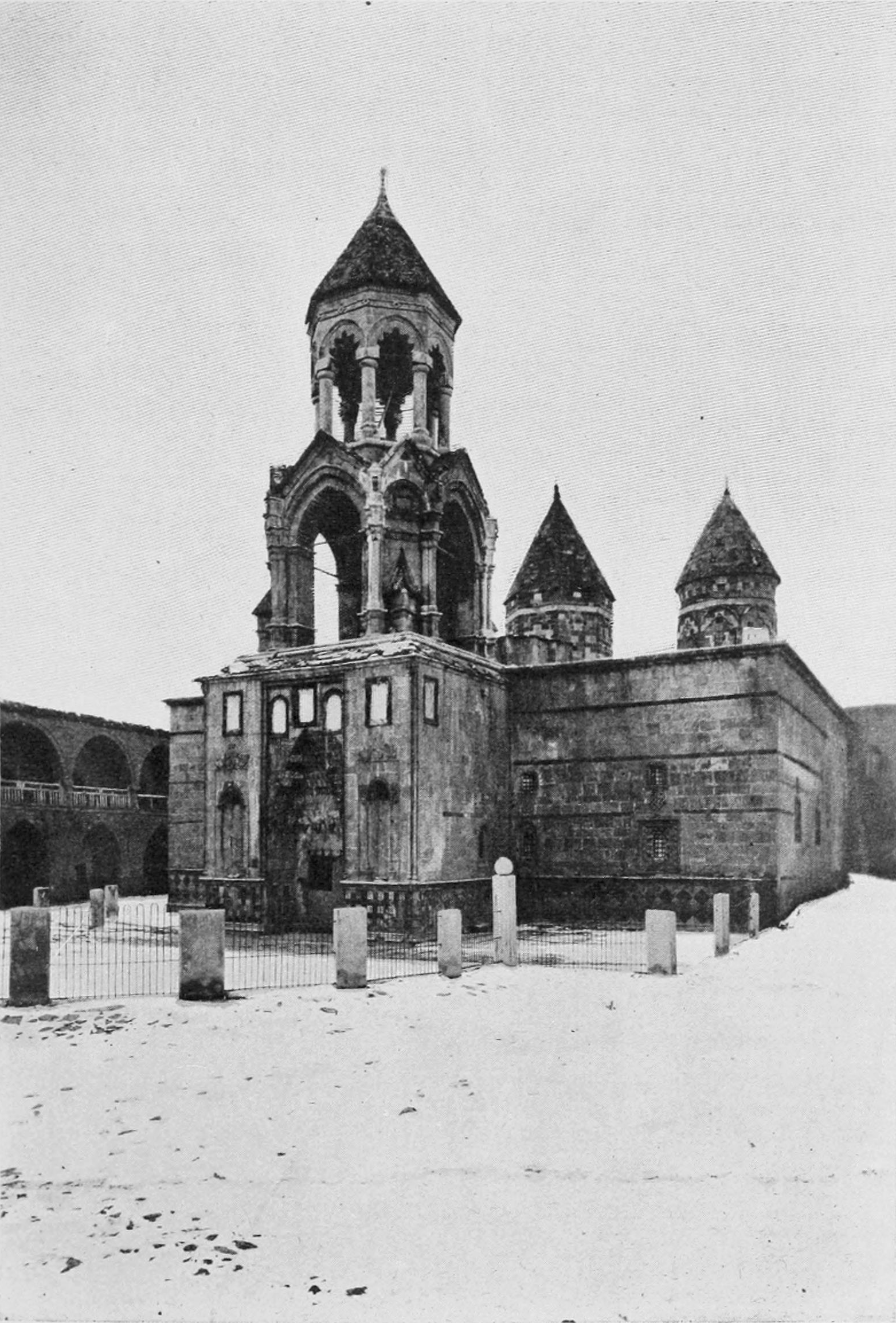
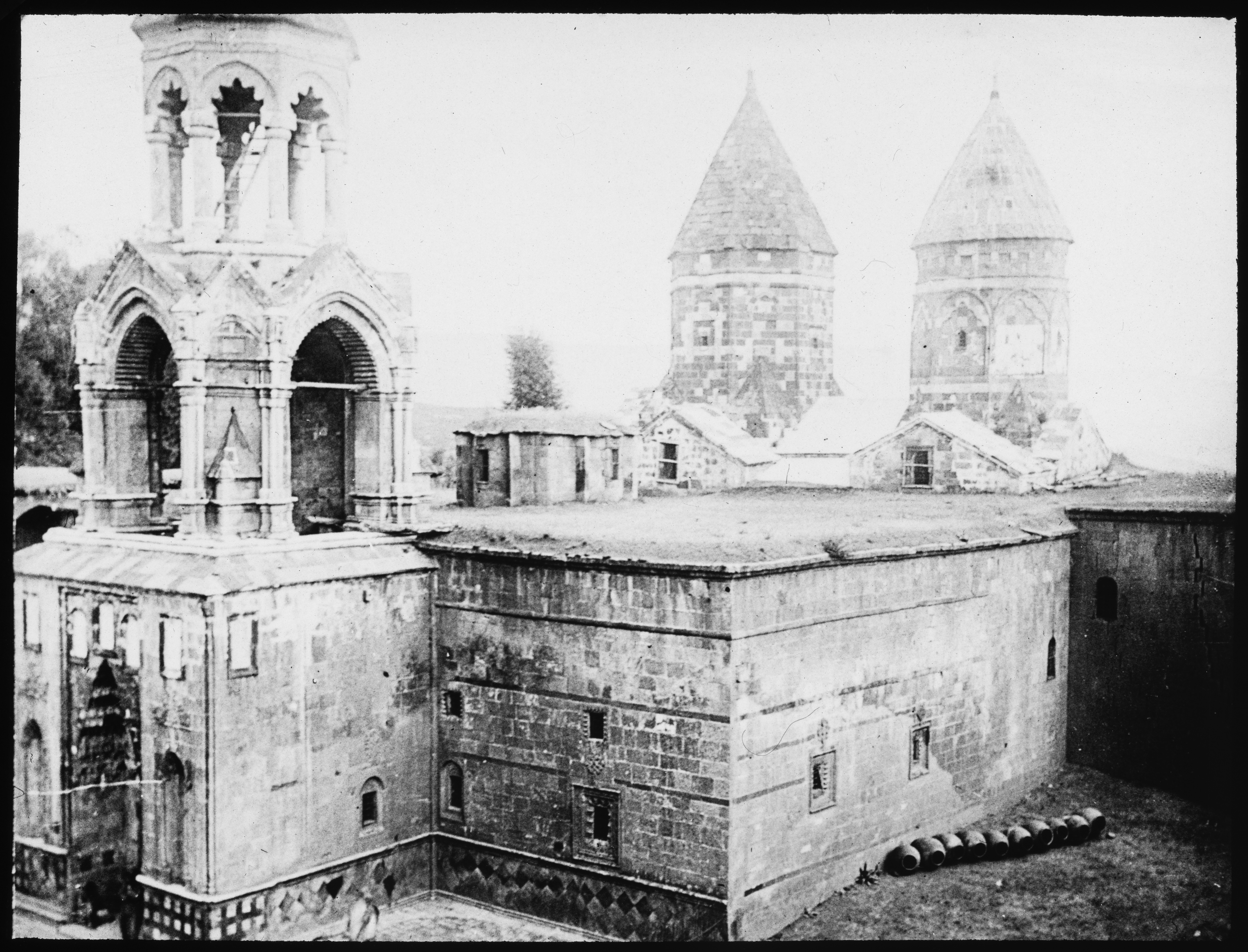
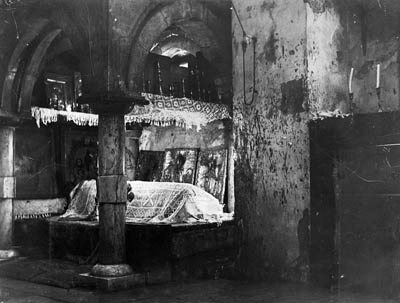
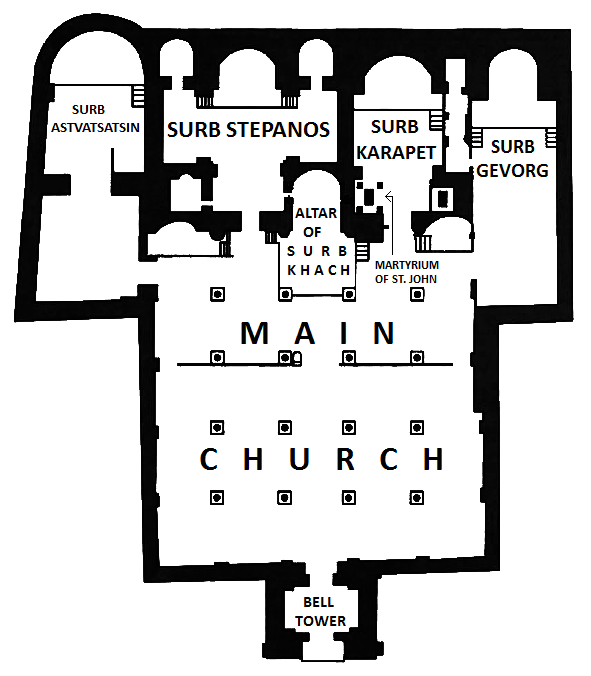
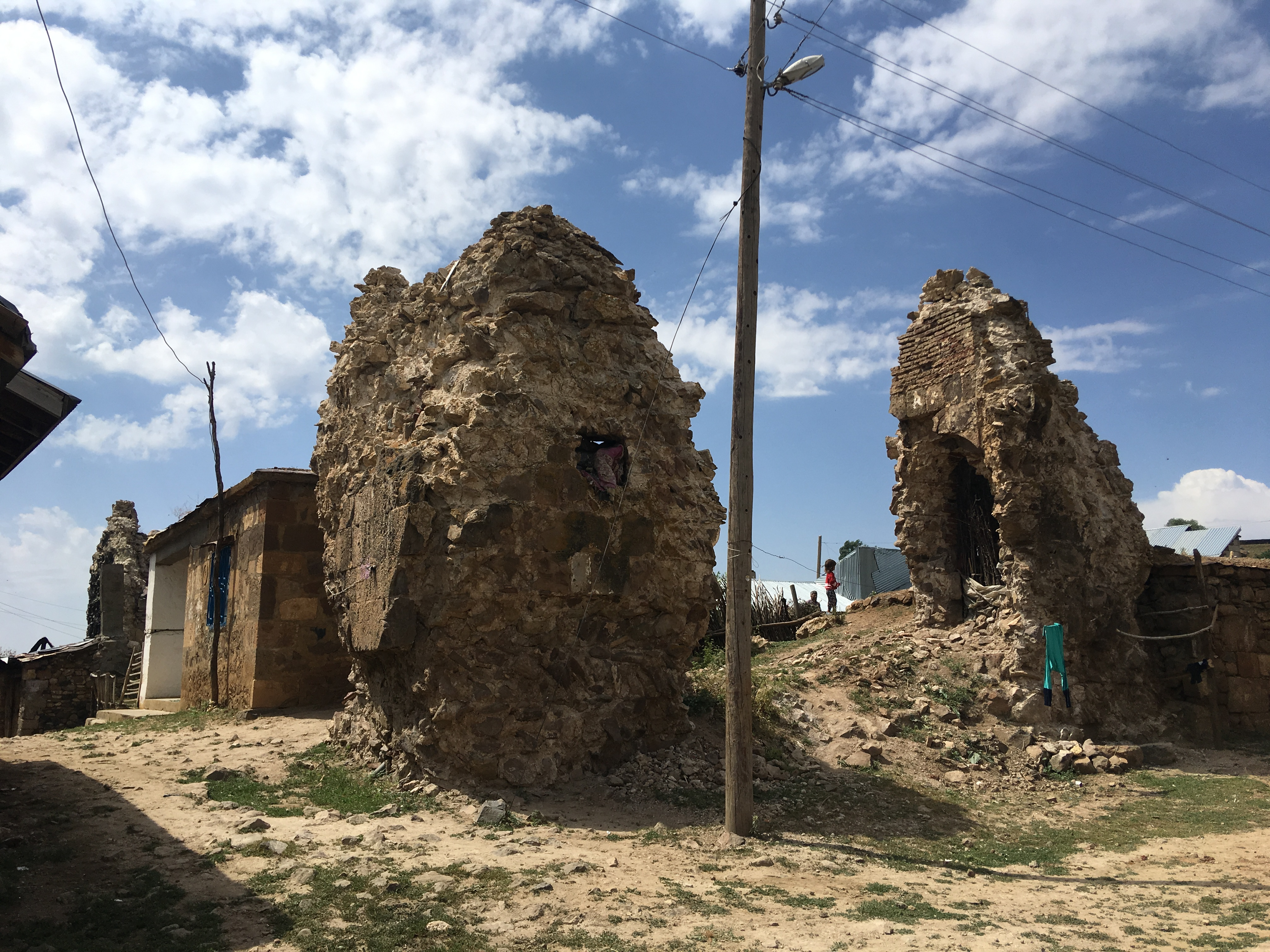
Сегодняшнее состояние монастыря.